# Holops cyaneus
Holops cyaneus är en tvåvingeart som beskrevs av Philippi 1865. Holops cyaneus ingår i släktet Holops och familjen kulflugor. Inga underarter finns listade i Catalogue of Life.